# Onychogonia tenuiforceps
Onychogonia tenuiforceps là một loài ruồi trong họ Tachinidae.